# Arnaldo Vieira de Carvalho
Arnaldo Augusto Vieira de Carvalho (Campinas, 5 de janeiro de 1867 — São Paulo, 5 de junho de 1920) foi um pioneiro médico brasileiro. 
Fundador da Faculdade de Medicina de São Paulo, Arnaldo teve papel de destaque no desenvolvimento da Medicina em São Paulo no final do século XIX e início do século XX, em um momento delicado da saúde pública brasileira. Esteve também envolvido na administração do Instituto Vacinogênico, na fundação da Sociedade de Medicina e Cirurgia e na criação do Instituto do Câncer. Foi também um dos fundadores da Sociedade de Cultura Artística em 1912, tendo sido seu presidente entre 1912 e 1920.

## Biografia
Arnaldo nasceu na cidade de Campinas, no interior paulista, em 1867, conhecida na época como a “Cidade das Andorinhas”. Filho mais velho entre os seis filhos de Carolina Xavier Vieira de Carvalho (1841-1899) e de Joaquim José Vieira de Carvalho (1841-1899), ambos naturais de Santos, onde se casaram. Seu pai fora um renomado advogado, formado pela Faculdade de Direito de São Paulo que ocupou vários cargos na administração pública. Foi vereador por Santos, deputado do Império quando morava em Campinas e vice-presidente da Província de São Paulo em 1887. Com a chegada da República, foi senador estadual em 1891. Joaquim também foi professor na faculdade de direito em várias disciplinas.
Não havia faculdade de medicina em São Paulo nessa época, então Arnaldo foi para o Rio de Janeiro para estudar na Faculdade Nacional de Medicina, de onde se diplomou em 1888. Ao retornar a São Paulo, estabeleceu-se na Rua Ipiranga nº 18 (hoje a Avenida Ipiranga). A República acabara de ser proclamada e ideais de higiene e sanitarismo começaram a ganhar destaque na administração pública. O estado de São Paulo empenhava-se em implantar instituições capazes de desenvolver o estado.

## Carreira
Logo após seu retorno, seu pai o indicou como médico da Hospedaria dos Imigrantes em 1889, bem como também influenciou sua inserção na Santa Casa de Misericórdia de São Paulo. Mas Arnaldo se ressentia pelo fato de ter sido indicado devido à influência do pai e não por suas aptidões como médico e assim deixou a hospedaria no mesmo ano. Ainda em 1889, foi médico-adjunto, médico-cirurgião e vice-diretor clínico da Santa Casa. Entre 1893 e 1913, foi diretor do Instituto Vacinogênico; em 1894, foi nomeado chefe da clínica e diretor do hospital da Santa Casa e, entre 1895 e 1920, fundador e sócio da Sociedade de Medicina e Cirurgia de São Paulo.
Envolvia-se em discussões políticas e urbanas enquanto escrevia para jornais da época com o pseudônimo de Epicarnus. Arnaldo considerava São Paulo desorganizada e com problemas sociais gravíssimos e considerava que a medicina era capaz de intervir e solucionar esses impasses, inclusive, formando seus próprios profissionais, sem a necessidade de ir para o Rio de Janeiro estudar.
Pensando nisso, Arnaldo encabeçou as reivindicações dos membros da Sociedade de Medicina e Cirurgia de São Paulo para que fosse cumprida uma lei promulgada ainda em 1891 que previa a criação uma escola médica pública na capital. Em 19 de dezembro de 1912, após uma longa deliberação entre os profissionais da medicina e a administração estadual, o então Presidente do Estado de São Paulo, Rodrigues Alves, assinou a Lei nº 1357, que implantou a Faculdade de Medicina e Cirurgia de São Paulo, posteriormente incorporada à Universidade de São Paulo.
Arnaldo foi seu primeiro diretor e o responsável pela escolha do corpo docente. Querendo fazer da nova faculdade um espaço de desenvolvimento científico, Arnaldo articulou uma parceria com a Fundação Rockefeller, que buscava bases científicas na América Latina no sentido de centralizar uma visão institucional vinda dos Estados Unidos. Em 1916, a diretoria da faculdade solicitou à fundação apoio para o estabelecimento de duas cadeiras – higiene e patologia –, com trabalhos a serem iniciados em 1918.
A parceria levou à criação de novos departamentos, financiamento para a construção do edifício-sede da faculdade e na complementação da formação de estudantes brasileiros em universidades norte-americanas. A construção do hospital-escola, por sua vez, seria responsabilidade do governo paulista, que só seria inaugurado em 1944, chamado de Hospital das Clínicas, atrás do edifício-sede da faculdade.
A nova Faculdade de Medicina teve sua aula inaugural em 2 de abril de 1913, ministrada por Edmundo Xavier, no salão nobre da Escola Politécnica. A instituição é considerada de excelência no país, estando entre as 100 melhores do mundo. É também a única Faculdade de Medicina da América Latina que participa do grupo composto por 25 instituições acadêmicas de saúde e hospitais universitários do M8 Alliance, responsável por promover a transformação das abordagens médicas atuais para o tratamento dos doentes através da criação de sistema de saúde voltados para a prevenção efetiva.
Arnaldo também foi diretor do Instituto Vacinogênico, onde ampliou produção dos insumos necessários para o combate à varíola, doença que assolava a capital de tempo em tempos causando várias mortes. Junto de seus colegas e estudantes, Arnaldo foi uma das figuras centrais no combate à pandemia de influenza, em 1918. Supervisionou a construção de hospitais de campanha, organizou cerca de mil leitos da Santa Casa, instituição da qual era o diretor clínico na época, para o tratamento dos indivíduos infectados pela gripe e mobilizou os professores e alunos da Faculdade de Medicina para coordenar e atuar nos postos de atendimento médico espalhados pela cidade.
A faculdade também cedeu laboratórios e pesquisadores que se dedicaram às pesquisas para melhor compreender os efeitos da gripe e buscar formas mais efetivas de tratamento e a Cátedra de Medicina Legal, por sua vez, realizou inúmeras necropsias e fez vários estudos na tentativa de elucidar os mecanismos de ação da doença no sistema respiratório. Apoiou todos os problemas médico-sociais de seu tempo. Renovou os métodos cirúrgicos em São Paulo, introduzindo-lhes as mais recentes conquistas científicas, praticando, pela primeira vez, entre nós, a gastrectomia.

## Eugenia
Segundo a historiadora Pietra Diwan, Arnaldo foi um dos médicos mais entusiastas do movimento da eugenia, termo criado por Francis Galton (1822-1911), que a definiu como o estudo dos agentes sob o controle social que podem melhorar ou empobrecer as qualidades raciais das futuras gerações, seja física ou mentalmente. Não se deve tomar o termo eugenia na acepção que a tornou mais conhecida, isto é, como uma política racista. A rigor, tratava-se, antes, de contribuir, pelo higienismo e pelas campanhas de vacinação (Arnaldo esteve à frente do Instituto Vacinogênico), para o fortalecimento das populações diante da doença e das condições adversas de alimentação, moradia, clima, etc. Arnaldo participou dos quadros da Sociedade Eugênica de São Paulo, fundada em 1918, da qual também fez parte, entre outros expoentes da intelectualidade nacional, o médico Francisco Franco da Rocha (1864-1933).
A referida Sociedade Eugênica, a primeira do gênero na América Latina, deve sua fundação ao empenho pessoal do médico e eugenista Renato Ferraz Kehl, figura emblemática no movimento eugênico brasileiro, responsável por lançar a ideia de uma entidade voltada ao estudo e divulgação da ciência eugênica, mobilizando, para tal, importantes intelectuais como o Dr. Arnaldo Vieira de Carvalho, prestigiado com a Presidência da entidade; a Sociedade Eugênica de São Paulo contava ainda com três presidentes honorários: os médicos, A. de Sousa Lima, Amâncio de Carvalho e Belisário Penna. 

## Morte
Arnaldo morreu em 5 de junho de 1920, na capital paulista, aos 53 anos, em decorrência de uma infecção contraída em uma cirurgia realizada na Santa Casa de Misericórdia de São Paulo, quando ele cortou a mão com um bisturi. A Faculdade de Medicina e Cirurgia de São Paulo decretou luto por 8 dias, bem como a Sociedade de Medicina e Cirurgia. Coroas de flores e homenagens foram enviadas pelo então prefeito de São Paulo, Firmiano de Morais Pinto e pelo vice-presidente em exercício da Câmara Municipal de Santos, Arnaldo de Aguiar.

## Legado
A avenida onde foi construída a Faculdade de Medicina fundada por ele hoje se chama "Doutor Arnaldo", uma das principais avenidas da capital paulista. A Faculdade de Medicina da Universidade de São Paulo é denominada a "Casa de Arnaldo".